# Panxin (köpinghuvudort i Kina, Guizhou Sheng, lat 28,02, long 109,24)
Panxin (kinesiska: 盘信, 盘信镇) är en köpinghuvudort i Kina. Den ligger i provinsen Guizhou, i den sydvästra delen av landet, omkring 300 kilometer nordost om provinshuvudstaden Guiyang. Antalet invånare är 22 394. Befolkningen består av 11 122 kvinnor och 11 272 män. Barn under 15 år utgör 28,0 %, vuxna 15-64 år 63 %, och äldre över 65 år 8,0 %.